# José Miguel Velloso
José Miguel Velloso Coca (Barcelona, 1921-Roma, 22 de abril de 1982) fue un escritor, poeta, crítico teatral, traductor y periodista español.
Cursó la carrera de Filosofía y Letras en la Universidad de Barcelona. Fundó y dirigió el Teatro de Estudio y dirigió la compañía titular del teatro Romea de Barcelona. Durante los años cuarenta formó parte de la llamada "peña de Rigat", un peculiar grupo de poetas y prosistas en lengua castellana que amenizaban los cenáculos intelectuales de la ciudad condal y estaba compuesto, entre otros, por Julio Garcés, Juan Eduardo Cirlot, Manuel Segalá, José Cruset, Teresa Corominas, Benítez de Castro, Guillermo Díaz-Plaja y otros. Entre 1949 y 1950 vivió en Italia como corresponsal en Roma de El Noticiero Universal (Barcelona). También ejerció la crítica teatral en El Español de Madrid. Tradujo a Luigi Pirandello, Giovanni Papini, Grazia Deledda, Federico Mistral y otros autores preferentemente del italiano, pero también del catalán y el inglés. Entre sus obras poéticas cabe destacar Los dientes en la fruta, poemas (Barcelona, 1947) y Fardo de soledad, poemas (Madrid, 1964). También cultivó la novela (Huida, Barcelona, 1945). Casado, tuvo un hijo: Aldo Velloso.